# Leopoldov
Leopoldov (în germană Leopoldstadt, în maghiară Lipótvár) este un oraș din Slovacia cu 4.015 locuitori.
Vezi și: Listă de orașe din Slovacia

## Demografie
| An:                | 1994 | 2004   | 2014   | 2024   |
| ------------------ | ---- | ------ | ------ | ------ |
| Număr de persoane: | 4009 | 4092   | 4143   | 3873   |
| Diferență:         |      | +2,07% | +1,24% | −6,51% |

| An:                | 2023 | 2024   |
| ------------------ | ---- | ------ |
| Număr de persoane: | 3907 | 3873   |
| Diferență:         |      | −0,87% |